# Euphemia bizánci császárné
Euphemia (*460-as évek – † kb. 523-524) bizánci császárné, eredeti neve Lupicina, I. Justinus bizánci császár, a Justinus-dinasztia alapítójának rabszolgája, majd később felesége volt. Ő alapította a Szent Euphemia-templomot, ahová őt, majd 527-ben férjét is temették.

## Élete
Származásáról semmit sem lehet tudni. Eredeti neve Lupicia volt. Előbb I. Justinusz, akkor még csak a testőrség parancsnokának rabszolgája volt, aki I. Anastasius bizánci császár uralkodása alatt feleségül vette. Házasságuk gyermektelen maradt. 